# Breakaway – Ein knallharter Coup
Breakaway – Ein knallharter Coup (Christmas Rush) ist ein US-amerikanischer Actionfilm aus dem Jahr 2002. Regie führte Charles Robert Carner, der auch das Drehbuch schrieb.

## Handlung
Scalzetti wird aus dem Gefängnis freigelassen. Sein Kind soll operiert werden, wofür Scalzetti Geld braucht. Er und seine Komplizen wollen ein Einkaufszentrum ausrauben.
Der Polizist Cornelius Morgan wird vom Dienst suspendiert, weil er die Schusswaffe unnötig benutzte. Er soll seine Ehefrau Cat, die in der Einkaufspassage arbeitet, am Weihnachtstag nach dem Feierabend abholen. Cornelius gerät an die Räuber und vereitelt den Raubversuch. Die Bande verschanzt sich in der Einkaufspassage und nimmt dort sechs Menschen sowie Cat als Geiseln. Morgan kann trickreich zwei Gangster erledigen. Scalzetti droht, Cat umzubringen, wenn Morgan das Geld nicht beischafft. In letzter Sekunde meldet sich Morgan und kann seine Frau wieder in die Arme schließen und die Geiseln befreien.
Scalzetti und seine Kumpanen versuchen mit dem Geld durch den Untergrund zu türmen. Auch erscheint Morgans Partner, der die Seiten gewechselt hatte. Nach einem Schusswechsel flüchtet Scalzetti mit Cat als Geisel. Morgan kann den beiden jedoch folgen und die Polizei alarmieren. Bei seinem letzten Fluchtversuch wird Scalzetti tödlich getroffen. Zum Schluss erhält Morgan seine Dienstmarke wieder zurück und kann endlich in Frieden Weihnachten feiern.

## Kritiken
Das Lexikon des internationalen Films schrieb, der Film sei ein „neuerliches "Stirb langsam"-Plagiat“, welches „konventionell auf breit ausgetretenen Actionpfaden“ wandele.
Die Zeitschrift TV direkt 25/2007 schrieb, der Film sei eine „teils gelungene Stirb-langsam-Variation“.

## Hintergründe
Der Film wurde in Chicago und in Winnipeg gedreht. Er wurde für das US-amerikanische Fernsehen produziert; in einigen Ländern wie Ungarn und Spanien wurde er zuerst auf DVD bzw. Video veröffentlicht.